# Karwinskia venturae
Karwinskia venturae är en brakvedsväxtart som beskrevs av R. Fernández Nava. Karwinskia venturae ingår i släktet Karwinskia och familjen brakvedsväxter. Inga underarter finns listade i Catalogue of Life.